# Isla Magdalena (Magallanes)
Die Isla Magdalena ist eine unbewohnte Insel im Süden Chiles. Die in der Magellanstraße gelegene Insel ist ein wichtiges Brutgebiet für den Magellan-Pinguin.

## Lage
Die Isla Magdalena befindet sich etwa 35 Kilometer nordöstlich der Stadt Punta Arenas inmitten der Magellanstraße. Die nächstgelegene größere Insel ist die Isla Isabel im Nordwesten.

## Geschichte
Historiker sind sich sicher, dass Ferdinand Magellan auf seiner Weltumseglung 1520 die Insel passierte. Diese Episode wird auch von Antonio Pigafetta in seinem Werk Mit Magellan um die Erde – Ein Augenzeugenbericht der ersten Weltumsegelung beschrieben.
Im Jahr 1902 wurde auf dem höchsten Punkt der Insel ein Leuchtturm errichtet. Die Stromversorgung des Turms erfolgt seit 1955 durch eine Windkraftanlage. 1976 wurde das Gebäude unter Denkmalschutz gestellt. Heute funktioniert der Leuchtturm vollautomatisch und dient zusätzlich als Aussichtsturm und Informationszentrum.

## Klima
Die Insel weist das für Südchile typische gemäßigt-kalte Klima auf. Die mittlere Jahrestemperatur liegt bei etwa 8 °C. In den Wintermonaten herrschen Temperaturen um die 0 °C, im Sommer wird es durchschnittlich 14,9 °C warm. Der mittlere Jahresniederschlag liegt bei etwa 300 bis 400 mm.

## Flora und Fauna
Die Flora der Insel beschränkt sich auf einige spärlich wachsenden Gräser. Die Isla Magdalena gilt als wichtiges Brutgebiet für Pinguine, Kormorane und verschiedene Möwenarten. Von Oktober bis März wird die Insel von über 60.000 Magellan-Pinguinpaaren besiedelt. Im Südwesten der Insel siedeln zudem Mähnenrobben und Südamerikanische Seebären.

## Naturschutz und Tourismus
Zusammen mit der nördlich gelegenen Isla Marta wurde die Isla Magdalena 1966 als „Parque Nacional de Turismo“ eingestuft. Im Jahr 1982 erfolgte die Ernennung zum Naturdenkmal. Beide Inseln gehören heute zum Nationalpark „Monumento Nacional Los Pingüinos“. Der Fischfang ist in einem Umkreis von 30 Kilometern um die Insel verboten. Seit 1998 gibt es ein Überwachungsprogramm der chilenischen in Kooperation mit der englischen Regierung, das die Entwicklung der Pinguinpopulation und die Auswirkungen des Tourismus dokumentiert. Forscher haben in Vergleichen mit den Pinguinen auf den Falklandinseln, wo die kommerzielle Fischerei erlaubt ist festgestellt, dass die Tiere auf der Isla Magdalena deutlich vitaler sind, mehr Junge bekommen und dass die Gesamtpopulation der Insel stetig anwächst. Negative Auswirkungen auf die Pinguine sind durch den Klimawandel zu verzeichnen, etwa durch den Anstieg der Population von Raubmöwen, die sich von den Eiern und Jungtieren der Pinguine ernähren.
Die Isla Magdalena ist per Fährverbindung ab Punta Arenas zu erreichen. Jährlich besuchen über 20.000 Touristen die Insel, vor allem um die zahlreichen brütenden Pinguine zu beobachten.